# 科岑山
47°31′52″N 11°31′15″E / 47.53111°N 11.52083°E

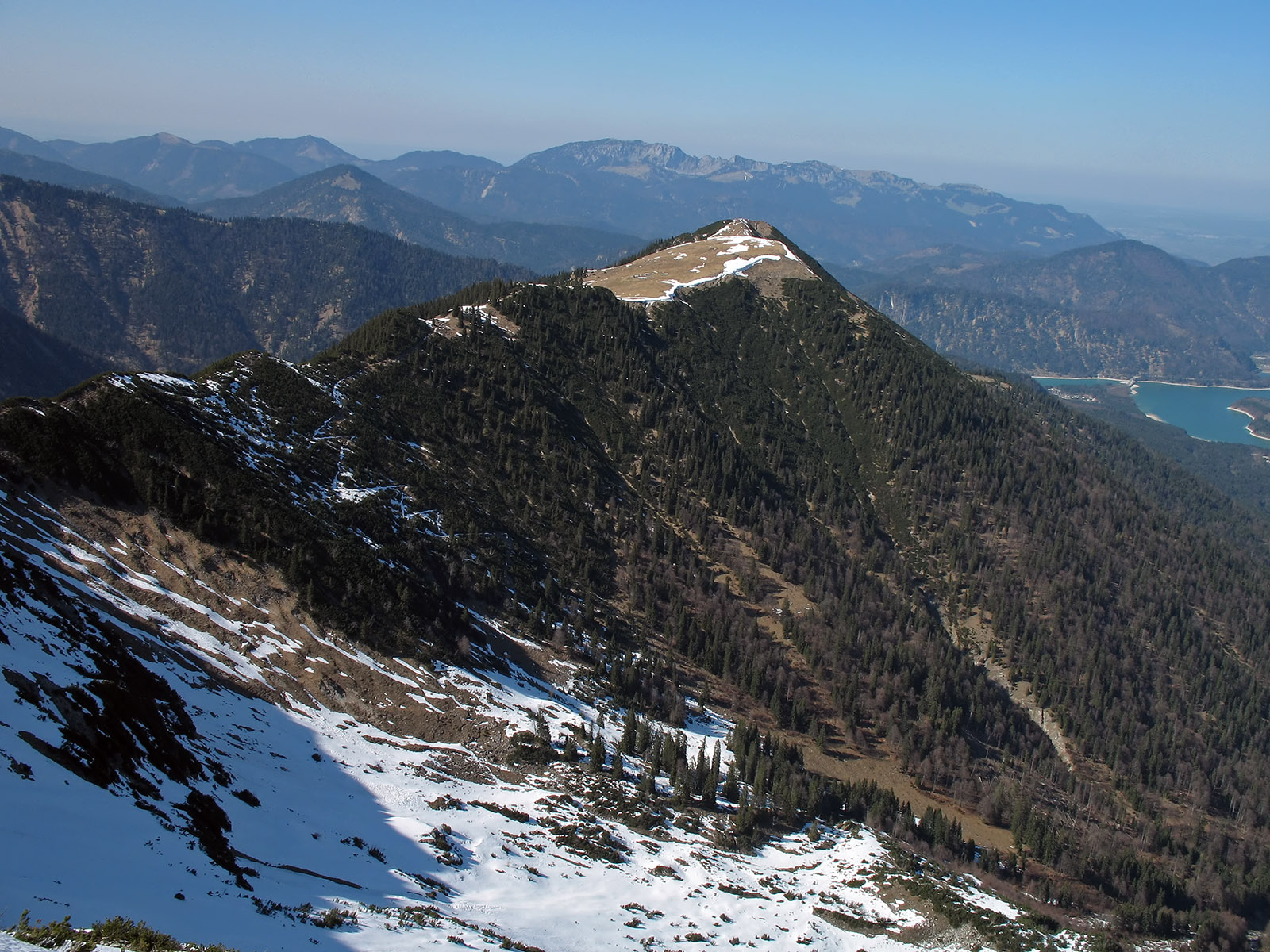

科岑山（德語：Kotzen），是德國的山峰，位於該國東南部，由巴伐利亞負責管轄，屬於卡爾文德爾山脈的一部分，海拔高度1,766米，每年平均降雨量1,806毫米。